# Avenue Jeanne-d'Arc
L'avenue Jeanne-d'Arc est une voie située à Aulnay-sous-Bois, dans le département de Seine-Saint-Denis, en France.

## Situation et accès
Elle est située à proximité de la gare d'Aulnay-sous-Bois.

## Origine du nom

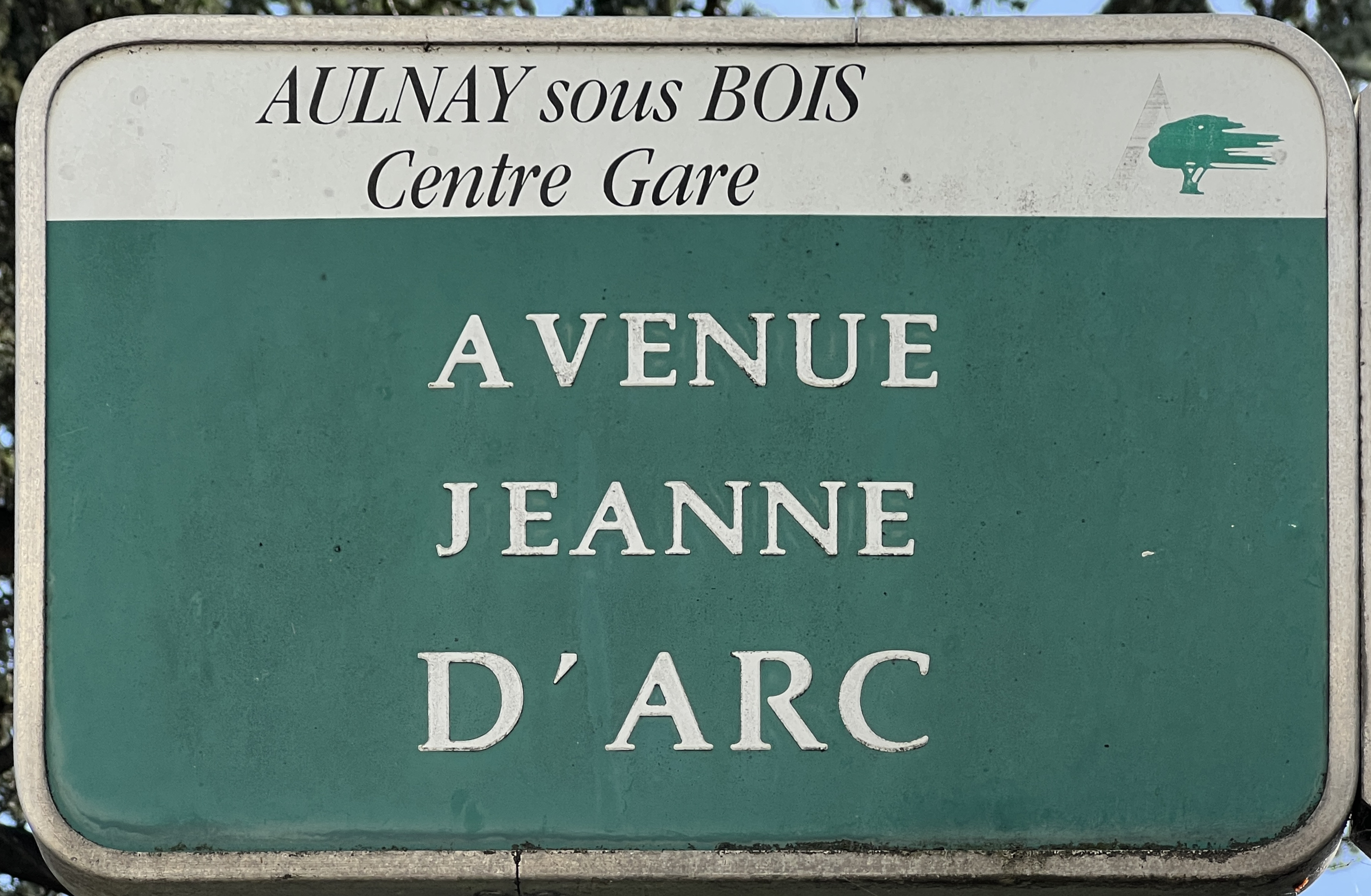
Plaque de l'avenue.

Cette avenue rend hommage à Jeanne d'Arc, héroïne de l'histoire de France, chef de guerre et sainte de l'Église catholique.

## Historique

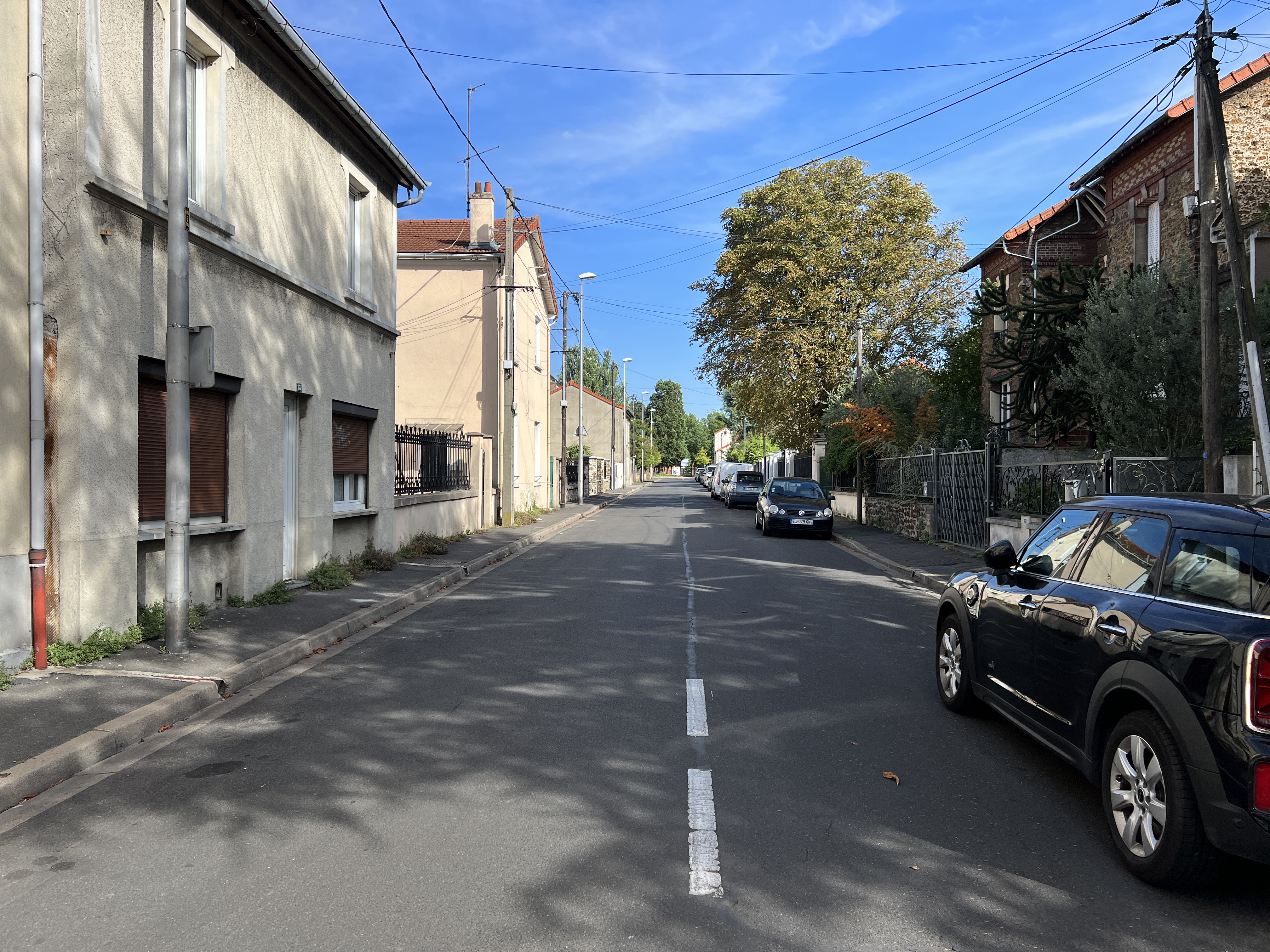
L'avenue en août 2022.

## Bâtiments remarquables et lieux de mémoire

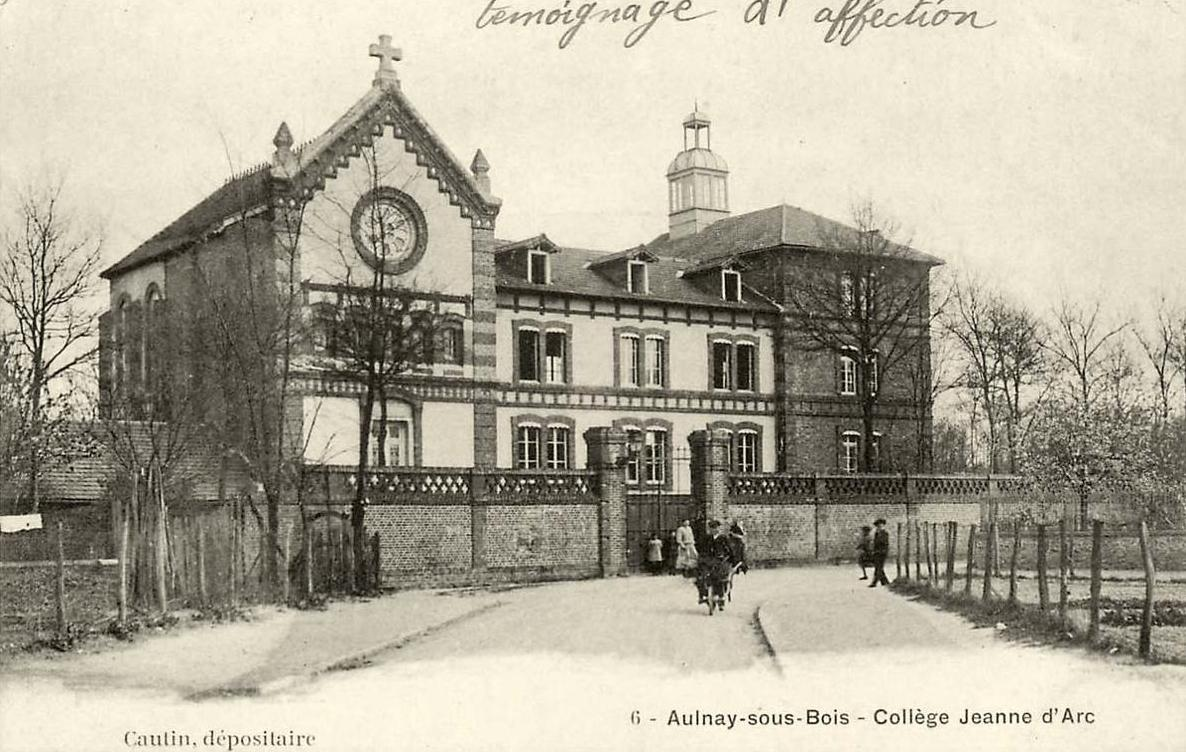
Le collège Jeanne-d'Arc, devenu la maison de retraite Bigottini.

- Église Protestante Réformée de France.
- Parc Bigottini[3]. Dans ce parc se trouve la chapelle particulière de l'abbé Dumont qui se consacra à soigner les blessés lors de la guerre de 1870[4]. À Aulnay-sous-Bois, il fait construire une école qui deviendra la maison de retraite Bigottini[5] aujourd'hui rattachée à l'Hôpital de Gérontologie René-Muret-Bigottini.
- Ancien dancing, dit « Le Petit Casino »[6] et cinéma « Modern'Ciné »[7].